# Полтырев, Савелий Соломонович
Полтырев Савелий Соломонович (27 октября 1905 — 15 ноября 1994) — советский и российский биолог и физиолог, преподаватель.
В 1930 году окончил Ленинградский государственный ветеринарный институт. В 1941 году защитил докторскую диссертацию и стал профессором. Заведовал кафедрами нормальной физиологии и патологической физиологии Ивановского медицинского института. В 1961—1965 годах был проректором этого ВУЗа по научной работе.
В 1965—1980 годах работал в должности завкафедрой физиологии ЯГПИ (ныне — ЯГПУ им. К. Д. Ушинского). Автор более 200 научных работ. Под его руководством было защищено 15 докторских и 70 кандидатских диссертаций.